# Vlag van Herten (Nederland)

Vlag van de gemeente Herten
(1974-1991)

De vlag van Herten is in 1974 bevestigd als de gemeentelijke vlag van de voormalige gemeente Herten in de Nederlandse provincie Limburg. Sinds 1 januari 1991 is de vlag niet langer als gemeentevlag in gebruik omdat de gemeente Herten toen opging in Roermond. De vlag kan als volgt worden beschreven:
Rechthoekig, met een hoogte-lengteverhouding van 2:3, rechthoekig gezwaluwstaart; drie banen van blauw, geel en blauw, waarvan de hoogten zich verhouden als 1:7:1; op de gele baan een rood Scandinavisch kruis met armen ter breedte van 1/5 van de vlaghoogte.
De kleuren zijn ontleend aan het gemeentewapen. De vorm doet denken aan watersportvlaggen en verwijst samen met de blauwe banen naar watersport op de Maas, terwijl de gele baan met het kruis verwijst naar Sint-Michiel in het wapen.

## Verwante afbeelding

Wapen van Herten

Ambt Montfort 
· Amby 
· Arcen en Velden 
· Baexem 
· Beegden 
· Belfeld 
· Bemelen 
· Berg en Terblijt 
· Bocholtz 
· Born 
· Broekhuizen 
· Cadier en Keer 
· Echt 
· Eijsden 
· Elsloo 
· Eygelshoven 
· Geleen 
· Grathem 
· Grubbenvorst 
· Haelen 
· Heel 
· Heel en Panheel 
· Heer 
· Helden 
· Herten
· Heythuysen 
· Hoensbroek 
· Horn 
· Horst 
· Hulsberg 
· Hunsel 
· Kessel 
· Klimmen 
· Limbricht 
· Linne 
· Maasbracht 
· Maasbree 
· Margraten 
· Meerlo-Wanssum 
· Meijel 
· Melick en Herkenbosch 
· Montfort 
· Munstergeleen 
· Neer 
· Nieuwenhagen 
· Nieuwstadt 
· Nuth 
· Ohé en Laak 
· Onderbanken 
· Ottersum 
· Posterholt 
· Roggel 
· Roggel en Neer 
· Schaesberg 
· Schinnen 
· Sevenum 
· Sint Odiliënberg 
· Sittard 
· Stevensweert 
· Stramproy 
· Susteren 
· Swalmen 
· Tegelen 
· Thorn 
· Ubach over Worms 
· Ulestraten 
· Urmond 
· Valkenburg-Houthem 
· Vlodrop 
· Wessem 
· Wittem